# Société des Missions néerlandaise

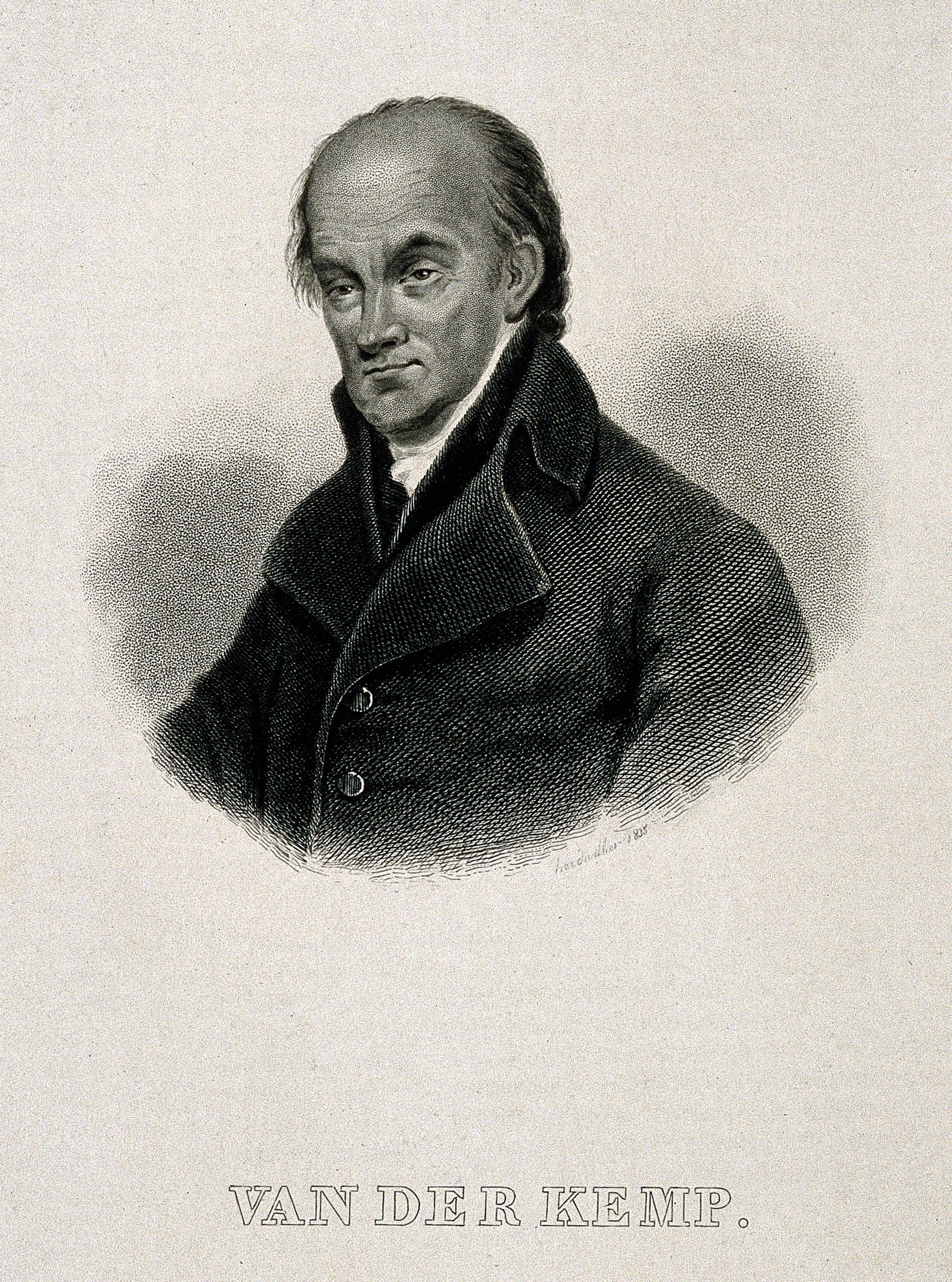
Jan van der Kemp, le fondateur.

La Société des Missions néerlandaise (en néerlandais: Nederlandsch Zendelinggenootschap, NZG) était une société missionnaire protestante fondée en 1797 à Rotterdam qui a envoyé des représentants notamment en Indonésie au cours de la période coloniale et en Chine pendant la Dynastie Qing. 

## Fondation
La Nederlandsch Zendelinggenootschap (NZG) a été fondée le 17 décembre 1797 sur le modèle de la London Missionary Society (LMS), elle-même fondée en 1795. L'initiateur en fut Jan van der Kemp, qui contacta la direction de la LMS en 1797 et fut ordonné pasteur de l'Église écossaise en Angleterre. Au début, les deux organismes coopérèrent étroitement. Jan van der Kemp fut envoyé en Afrique du Sud par la London Missionary Society et le missionnaire Joseph Kam, partie en Indonésie en 1814, fut d'abord employé par la LMS. Mais les guerres napoléoniennes empêchèrent rapidement la poursuite de cette coopération tout en bloquant pratiquement tout accès aux colonies néerlandaises, puis, après 1816, les premiers missionnaires étant absorbés par le service de l'Église indonésienne (autochtone et néerlandaise), il y eut une pénurie de pasteurs. La véritable activité missionnaire reprit dans les années 1830.

## En Indonésie
Le missionnaire Joseph Kam a été envoyé en 1814 à Ambon et il a servi dans les Moluques jusqu'à sa mort en 1833. D'autres missions notables furent établies dans les Moluques, à Sumatra et à Java.
Au fil des ans, la NZG a développé de nombreuses activités dans les domaines médical, éducatif et social. Elle a également développé diverses activités plus ou moins commerciales. Les imprimeries de Minahasa (Célèbes), d'Ambon et de Nouvelle-Guinée ont été financées par la NZG (dès les années 1830 à Minahassa). À plusieurs endroits, dont Menado (Minahasa), Modjowarno (Java), Kendal Pajak (Java), il existait aussi une caisse d'épargne missionnaire. De plus, les missionnaires de NZG géraient souvent des magasins locaux (toko).
Le développement du protestantisme dans les différents territoires indonésiens, très largement l'œuvre de la NZG, a conduit 7% de la population à adhérer au protestantisme, soit environ 18 millions de personnes.

## En Chine
Cette société a été la première à suivre l'exemple de la London Missionary Society, et à chercher à entrer en Chine. Elle y a envoyé le pasteur allemand Karl Gützlaff en 1826, avec des fonctions officielles d'aumônier auprès des représentants du gouvernement néerlandais. Il a atteint Java en 1827, mais en 1829, il a quitté le service, et s'est consacré à la prédication, à l'écriture et à la distribution de livres chrétiens, et à la visite des marins dont les navires mouillaient dans les ports du Siam, de Singapour, de Macao et autres. Après le décès de l'honorable John-Robert Morrison, il lui succède comme Secrétaire chinois dans le Gouvernement de Hong Kong, poste qu'il a occupé jusqu'à sa mort. Il est devenu un expert spécialiste de la Chine, et préparé une traduction de la Bible en chinois. Il a également publié de nombreux livres historiques et religieux. son successeur a été suivi par le pasteur Herman Rottger en 1832, qui a travaillé à Macao et à Hong Kong jusqu'en 1846, date de sa retraite, et date à laquelle la Mission néerlandaise a cessé d'exister. Le pasteur Gützlaff est mort en 1851 après avoir fondé avec les Anglais la Chinese Evangelization Society (en). Celle-ci fit venir en Chine le missionnaire Hudson Taylor qui reprit beaucoup des idées de Gützlaff et fonda lui-même la Mission à l'Intérieur de la Chine (China Inland Mission) qui deviendrait un acteur majeur de l'évangélisation de la Chine.

## En Inde
La NZG est présente au Bengale, notamment à Krishnanagar et à Calcutta. les missionnaires Dürr et Lacroix s'y illustrent.

## Crise de 1858-1859
La plupart des membres et donateurs de la NZG étaient membres de l'Église réformée néerlandaise. Le conflit entre orthodoxes et modernistes qui faisait rage aux Pays-Bas a atteint la Société des Missions néerlandaise en 1858 lorsque les modernistes ont pris une influence prépondérante au sein du conseil d'administration de la Société. En 1858-1859, trois nouvelles sociétés furent fondées : la Nederlandsche Zendings Vereeniging, la Utrechtsche Zendingsvereeniging et la Nederlandsche Gereformeerde Zendings Vereeniging. De nombreux soutiens et employés ont quitté la NZG dont la situation financière s'est fortement détériorée. La NZG a donc été contrainte de réduire ses ambitions et de transférer ses activités dans la Minahasa à l'Église indonésienne en 1876 et 1881.

## XXesiècle
En 1935, la première femme missionnaire, Christine Slotemaker de Bruine, fut envoyée à Java Est pour coordonner des associations de femmes et former des femmes javanaises au travail d'évangélisation.

## Rapports
La société a publié régulièrement des rapports annuels au XIXe siècle qui ont été utilisés pour informer les donateurs des travaux de la Mission. En 1897, un livre mémorial a été publié par son président Jacobus Craandijk. Le pasteur Petrus Hofstede de Groot, qui était administrateur de la Société des Missions néerlandaise, a publié plusieurs ouvrages sur le rôle et l'importance des Missions étrangères en soutien à cette œuvre. 